# Káto Kamíla
Káto Kamíla (Kato Kamila) är en ort i Grekland.   Den ligger i prefekturen Nomós Serrón och regionen Mellersta Makedonien, i den nordöstra delen av landet, 300 km norr om huvudstaden Aten. Káto Kamíla ligger 16 meter över havet och antalet invånare är 1 127.
Terrängen runt Káto Kamíla är platt. Runt Káto Kamíla är det ganska tätbefolkat, med 58 invånare per kvadratkilometer. Närmaste större samhälle är Serrai, 8,9 km nordost om Káto Kamíla. Trakten runt Káto Kamíla består till största delen av jordbruksmark.